# Кущовик новогвінейський
Кущовик новогвінейський (Sericornis virgatus) — вид горобцеподібних птахів родини шиподзьобових (Acanthizidae). Ендемік Нової Гвінеї.

## Підвиди
Виділяють п'ять підвидів:
- S. v. imitator Mayr, 1937 (гори Арфак);
- S. v. jobiensis Stresemann & Paludan, 1932 (острів Япен);
- S. v. boreonesioticus Diamond, 1969 (гори Бевані, Торічеллі і принца Александра);
- S. v. pontifex Stresemann, 1921 (гори Віктор-Еммануїл, Хунштейн і Сепік);
- S. v. virgatus (Reichenow, 1915) (на північ від Сепік і Раму).